# Голянкі-Гурне
Голянкі-Гурне (пол. Golanki Górne) — село в Польщі, у гміні Бульково Плоцького повіту Мазовецького воєводства.
Населення — 101 особа (2011).
У 1975-1998 роках село належало до Плоцького воєводства.

## Демографія
Демографічна структура станом на 31 березня 2011 року:
|          | Загалом | Допрацездатний вік | Працездатний вік | Постпрацездатний вік |
| -------- | ------- | ------------------ | ---------------- | -------------------- |
| Чоловіки | 50      | 14                 | 32               | 4                    |
| Жінки    | 51      | 8                  | 30               | 13                   |
| Разом    | 101     | 22                 | 62               | 17                   |